# Regla de san Pacomio

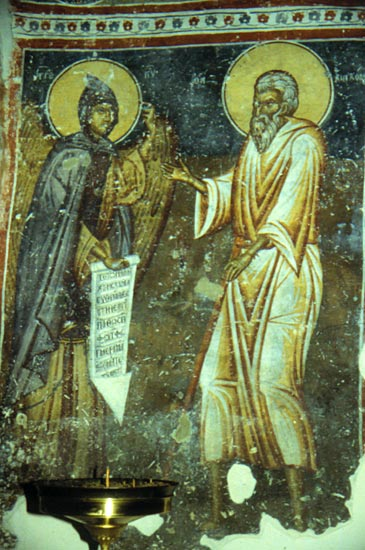
La Regla de San Pacomio es la regla monástica más antigua de la que se tiene conocimiento en el cristianismo. Imagen: Un ángel entrega la Regla a Pacomio, fresco del siglo XIV en un monasterio bizantino de Doldeni (Macedonia del Norte).

La Regla de san Pacomio es una regla monástica de inicios del siglo IV, escrita por el monje egipcio Pacomio, de quien toma su nombre. Cronológicamente es la regla de vida monástica cristiana más antigua de que le se tiene conocimiento. Aunque fue escrita en copto, solo se conserva íntegro su contenido en dos traducciones. Una de estas traducciones es la de Jerónimo, realizada en el 404 aproximadamente. A inicios del siglo XX se encontraron unos fragmentos en copto, los cuales han aportado nuevas perspectivas de interpretación sobre la vida de los monjes del desierto, en Egipto, cuyo estilo de vida se regía bajo esta regla y hoy se le conoce como monacato pacomiano.

## Marco contextual
Luego de los padres del desierto y las madres del desierto, el monacato cristiano se fue difundiendo gradualmente en Egipto, Siria, Palestina y Asia Menor. Muchos monjes se fueron agrupando, tratando de encontrar un equilibrio entre vida solitaria y vida común, dando paso a la vida semicenobítica. El número de monjes fue en aumento, especialmente en el desierto. Es en este contexto, donde aparece Pacomio, un monje egipcio que funda una comunidad de cenobítica en Tabennisi, una villa abandonada en el Alto Egipto, hacia el 320. Para una mayor organización de la comunidad monacal, el fundador escribió una Regla de vida. Este hecho significativo le ha dado en la historia del monacato, el título del padre del cenobitismo.

## Contenido
La regla está constituida por cuatro colecciones de preceptos. Las dos primeras colecciones parece que fueron redactadas según las necesidades del momento, puesto que los preceptos contenidos no están sistemáticamente ordenados. Las dos siguientes, en cambio, muestran un orden lógico, dedicados casi que exclusivamente a las funciones de los superiores y una especie de código penal. No contiene elementos doctrinales ni teológicos, sino una preocupación por establecer la disciplina y el orden en la vida del cenobio. Al ser la primera regla monástica, al menos conocida, es importante para la historia de la Vida consagrada, por el papel del superior, personaje del que también por primera vez se habla en un texto legislativo de ese carácter. Según la Regla, la obediencia del monje al superior debe ser ciega pues todo se hace según su disposición. Sin embargo, si este falta a su trabajo puede ser sometido a juicio por la comunidad monacal.
En su regla, Pacomio establece momentos de vida en común, resalta la fraternidad como uno de los elementos básicos de la vida cenobítica. Las comidas y algunos momentos litúrgicos se deben realizar en comunidad, sin embargo, si querían vivir en extremo el eremistimo, se les lleva su comida a sus celdas y aislaban del resto de la comunidad. Por lo demás, establece ejercicios de contemplación, prácticas ascéticas, oración y trabajo manual. Los candidatos debían dejar todas sus pertenencias en una caja común, así se convertían en miembros plenos de la comunidad.

## Influencia de la Regla
El monacato pacomiano se difundió rápidamente por Egipto y su estilo de vida, basado en la Regla de Pacomio, influyó en gran manera en las nuevas organizaciones monásticas surgidas en Palestina, Siria, y Etiopía. Por otra parte, influenció además en el nacimiento del monacato occidental, especialmente en Francia (Monasterios de Marsella y Lérins), gracias a la obra de Casiano. Las Colaciones del monje francés reflejan principalmente el ideal monástico egipcio, en particular el estilo pacomiano. Jerónimo tradujo la Regla al latín, hacia el 404, y se implantó en los monasterios por él fundados en Belén.
Un reavivamiento de los preceptos contenidos en la Regla pacomiana se dio en tiempos del Renacimiento, cuando al origen de nuevas Órdenes y Congregaciones religiosas se recuperaron muchos de ellos al interno de dichos institutos.